# Rio Peritoró
Rio Peritoró är ett vattendrag i Brasilien.   Det ligger i delstaten Maranhão, i den nordöstra delen av landet, 1 400 km norr om huvudstaden Brasília.
Omgivningarna runt Rio Peritoró är huvudsakligen savann. Runt Rio Peritoró är det glesbefolkat, med 20 invånare per kvadratkilometer.